# Luncavița
Luncavița es una comuna ubicada en el distrito de Tulcea, Rumania.

## Superficie
Posee una superficie de 177,8 kilómetros cuadrados.

## Demografía
Hasta 2021 la población era de 3536 habitantes, con una densidad de población de 19,88 habitantes por kilómetro cuadrado.